# Eucyclops crassispinosus
Eucyclops crassispinosus – gatunek widłonoga z rodziny Cyclopidae, nazwa naukowa gatunku została po raz pierwszy opublikowana w 1932 roku przez niemieckiego zoologa Friedricha Kiefera.